# David Kim
David Kim, właśc. Kim Tae-hyun (kor. 김태현, ur. 24 lipca 1982) – koreański e-sportowiec i projektant gier komputerowych, w latach 2007–2021 pracownik Blizzard Entertainment na stanowisku projektanta. Projektant trzech części StarCraft II i Heroes of the Storm. Od 2021 roku pracownik Tencentu oraz współzałożyciel (i główny projektant) studia Uncapped Games.

## Życiorys
David Kim urodził się w 1982 roku w Korei Południowej i mieszkał tam aż do końca szkoły średniej. Następnie przeniósł się do Vancouver w Kanadzie, aby iść na studia o kierunku informatyka. I tak w latach 2002–2006 studiował na kanadyjskim Trinity Western University, gdzie otrzymał tytuł licencjata z informatyki.
Zaraz po studiach od maja 2006 do października 2007 pracował jako starszy balanser gier w studiu Relic Entertainment i brał udział w produkcji takich gier, jak Company of Heroes czy Warhammer 40,000: Dawn of War; natomiast zanim został zatrudniony w Relic, brał również udział w turniejach StarCrafta i Warcrafta III.
Następnie gdy w 2007 roku na Blizzard Worldwide Invitational ogłoszono produkcję StarCraft II: Wings of Liberty, Kim zdecydował się szukać pracy w Blizzard Entertainment, co udało mu się osiągnąć już w listopadzie tego samego roku, zostając projektantem balansu gry. Później awansował kolejno na starszego projektanta gry i głównego projektanta gry wieloosobowej. Podczas rozwoju StarCraft II był jednym z 50 głównych deweloperów tworzących grę, który specjalizował się w balansie gry. Wówczas grywał w StarCrafta II na poziomie profesjonalnym jako projektant balansu dla Blizzarda. Na BlizzCon 2009 zespół Kima brał udział (i wygrał) w meczu pokazowym 2na2 w StarCraft II, podczas którego było słychać głośne okrzyki brzmiące "nerf David Kim".
David Kim przy tworzeniu balansu StarCrafta II pracował głównie z: głównym projektantem Dustinem Browderem, dyrektorem projektu Battle.net Gregiem Canessą, starszym projektantem Joshem Menke, projektantem balansu Mattem Cooperem oraz wykorzystywał szereg różnych środków, mających na celu zapewnienie równowagi gry, w tym: słuchanie opinii profesjonalnych graczy, analizę wyników turniejów, przyglądanie się rozgrywkom rankingowym (ladder), używanie arkuszy kalkulacyjnych i symulatorów bojowych oraz analizę danych statystycznych Battle.net. Nieustannie obserwował również mecze e-sportowe na dużych imprezach, żeby dopomóc sobie w projektowaniu gry. Później, jako starszy projektant gier, brał udział przy produkcji pierwszego dodatku do StarCrafta II pt. Heart of the Swarm, który miał premierę 12 marca 2013 roku. Niedługo potem rozpoczął prace nad drugim dodatkiem Legacy of the Void jako główny projektant gry wieloosobowej; w międzyczasie był również starszym projektantem Heroes of the Storm, gdzie odpowiadał m.in. za projekty postaci czy map.
W styczniu 2017 roku Kim został przeniesiony na stanowisko głównego projektanta systemów w zespole zajmującym się serią Diablo, tzw. „Team 3”, o czym poinformował 8 kwietnia 2017 roku. Ogłosił wówczas, że po 10 latach opuszcza zespół zajmujący się balansem StarCrafta II, ponieważ został przesunięty do pracy nad innym niezapowiedzianym projektem Blizzard Entertainment. Od tamtego czasu Kim zajmuje się produkcją Diablo IV, które zostało zapowiedziane podczas BlizzConu w listopadzie 2019 roku. Następnie we wrześniu 2020 roku zakończył pracę nad DIV i został przesunięty do zespołu zajmującego się World of Warcraft, gdzie został głównym projektantem.
16 kwietnia 2021 roku David Kim za pośrednictwem Facebooka poinformował, że po 14 latach pracy opuszcza Blizzard Entertainment. Niedługo później został zatrudniony w amerykańskim oddziale Tencent na stanowisku głównego projektanta gier. Pod koniec czerwca 2021 roku Kim wraz z dwoma innymi pracownikami Blizzarda (Jason Hughe i Zhongshan Zhang) założył studio o nazwie Uncapped Games, będące spółką zależną od Tencentu. Firma miała na celu produkcję strategii czasu rzeczywistego nastawionej na profesjonalne rozgrywki. W grudniu 2022 roku pracował nad nowym RTS-em o nazwie Battle Aces. Ponadto stwierdził, że praca dla Blizzarda raczej nie dałaby mu możliwości stworzenia nowego RTS-a „kierowanego przez jego ambicje w zakresie projektowania gier, dlatego odszedł z Blizzarda, aby założyć własne studio”. Nowa gra Kima została zapowiedziana i zaprezentowana 7 czerwca 2024 roku podczas Summer Game Fest 2024 oraz ma być „pełną akcji grą typu armia kontra armia, łączącą w sobie tradycyjną rozgrywkę RTS-a z elementami budowania talii”.

## Rozgrywki e-sportowe
David Kim był bardzo konkurencyjnym graczem w StarCrafta, grając m.in. z takimi graczami, jak "CuteBoy" czy "ZeuS". Następnie grywał w Warcrafta III, gdy ten pojawił się na rynku, jednak StarCraft nadal pozostawał jego ulubionym RTS-em.
Kim był również powszechnie uznawany za najlepszego gracza w wersji beta StarCraft II, choć nie brał udziału w żadnych turniejach. Brał m.in. udział we wszystkich czterech Battle Reportach (mecze 1na1 organizowane przez Blizzarda podczas rozwoju gry), wygrywając każdy z nich. Był też konsekwentnie pierwszy w rankingu podczas bety.
Po premierze StarCrafta II, David Kim zajął pierwsze miejsce w rankingu pod pseudonimem "dayvie". Do 22 grudnia 2010 nadal utrzymywał pozycję w Top 100, natomiast od tego czasu jego miejsce w rankingu cały czas się zmieniało (Top 500 w czerwcu 2011).
Następnie Kim grał w trzech Battle Reportach, które powstały podczas produkcji Heart of the Swarm. Wygrał dwa z nich, a jeden przegrał.

## Wybrane gry
| Rok  | Tytuł                                        | Rola                                |
| ---- | -------------------------------------------- | ----------------------------------- |
| 2006 | Warhammer 40,000: Dawn of War – Dark Crusade | Kierownik balansu gier              |
| 2006 | Company of Heroes: Kompania braci            | Balanser gier                       |
| 2007 | Kompania braci: Na linii frontu              | Balanser gier                       |
| 2008 | Warhammer 40,000: Dawn of War – Soulstorm    | Starszy balanser gier               |
| 2009 | Warhammer 40,000: Dawn of War II             | Balanser gier                       |
| 2010 | StarCraft II: Wings of Liberty               | Projektant gry                      |
| 2013 | StarCraft II: Heart of the Swarm             | Starszy projektant gry              |
| 2015 | Heroes of the Storm                          | Starszy projektant gry              |
| 2015 | StarCraft II: Legacy of the Void             | Główny projektant gry wieloosobowej |
| 2020 | World of Warcraft: Shadowlands               | Główny projektant gry               |
| 2023 | Diablo IV                                    | Główny projektant systemów          |
| ?    | Battle Aces                                  | Główny projektant gry               |